# 中文電子遊戲
中文遊戲，指以中文為用户界面以及配音的電子遊戲，有時也包括以外語漢化成中文的遊戲。由中港臺製作的有時被合稱為中國遊戲、國產遊戲，以區別外國發行的中文版遊戲。最初以台灣製作的遊戲居多，20世纪末香港也出产较多，現時中國大陸厂商大约占台湾手游市场份额的 24%。

## 原創遊戲
台灣、香港、大陸的遊戲制作水平與发达国家如美國、日本、俄罗斯之間的差距甚大。目前因此制作的遊戲以2D為主，多數是休閑類。如大富翁、麻雀之類的遊戲多不勝數。也有角色扮演遊戲，其中2D部分以台灣制作的最爲出色，被认为能與日本的2D遊戲媲美；大陆厂商注重收益，曾开发了不少2D作品，到了3D时代，逐渐转为开发MMORPG。

## 台灣中文單機電玩年代紀
（主要列出系列第一代）
- 1986《如意集》（精訊電腦）
- 1989_Nov姚壯憲團隊《大富翁 (電子遊戲)》一代（大宇資訊）
- 1990_Oct蔡明宏團隊《軒轅劍》一代（大宇資訊）
- 1991
  - _Apr《三國演義》（智冠科技）
  - _Nov《俠客英雄傳》（精訊電腦）
  - _FC《聖火列傳》（全崴資訊）
- 1992_FC《荊軻新傳》（全崴資訊）
- 1993
  - _Apr《笑傲江湖》（智冠科技）
  - _Apr施文馮團隊《天使帝國》一代（大宇資訊）
  - _Jul20謝崇輝《魔道子》（大宇資訊）
  - _Jul31《天地劫一代：天外劍聖錄》（漢堂國際）
- 1994
  - jan_PC陳弘耀團隊《軒貳》（大宇資訊）
  - apr_PC徐昌隆團隊《倚天屠龍記》（智冠科技）
  - may_PC李永治團隊《炎龍騎士團》一代（漢堂國際）
  - jul_PC《富甲天下》一代（光譜資訊）
- 1995
  - feb_FC《封神榜 伏魔三太子》（全崴資訊
  - jul_PC姚壯憲團隊《仙劍奇俠傳》一代（大宇資訊）
- 1996《超時空英雄傳說》一代（宇峻科技）
- 1997_PC《幻想時空》（弘煜科技）
- 1999
  - _PC《魔導聖戰 風色幻想》（弘煜科技）
  - _PC《風色幻想SP 封神之刻》（弘煜科技）
- 2000_PC《霹靂奇俠傳》（大宇資訊）
- 2001_PC《幻翼傳說：露卡的魔獸教室》（弘煜科技）
- 2010_PC《古劍奇譚》一代

## 漢化遊戲
漢化遊戲一直在华语区盛行，由於電視遊戲及掌機遊戲的模擬器逐漸增多，漢化小組於網絡上相繼成立，並將不少受歡迎的外語遊戲（其中游戏机汉化以日語遊戲為主）漢化成中文遊戲。最受大衆所知的是《最終幻想Ⅷ》、口袋妖怪系列，也有日文遊戲因漢化而受到大衆热爱的逆轉裁判系列。

## 中文發音遊戲

### 港臺
臺灣的RPG一般只有遊戲動畫會有人聲發音，而「大富翁」遊戲則在遊戲過程中不斷重複預先錄好的人聲音頻。香港有部分代理遊戲軟件會為遊戲角色配音，但僅為休閑遊戲（例如《叮噹大富翁》），例外的是宇峻出品的《新绝代双骄》有國粤语版。

### 中国大陆
中国大陸軟件商的中文發音遊戲包括《实况足球》、《光晕》和《半条命2》。